# Большие Памъялы
Большие Памъялы (горномар. Кого Пӓмйӓл) — деревня в Килемарском районе республики Марий Эл Российской Федерации. Входит в состав и является административным центром Кумьинского сельского поселения.
Численность населения — 228 чел. (2010 год).

## География
Деревня находится в западной части республики в зоне хвойно-широколиственных лесов, на правом берегу реки Наля (левого притока Рутки), в 16 км на юго-запад от административного центра Килемарского района — пгт Килемары.

### Климат
Климат характеризуется как континентальный, умеренно влажный. Среднегодовая температура воздуха — 3,3 °С. Средняя температура воздуха самого тёплого месяца (июля) — 18,9 °C (абсолютный максимум — 38 °C); самого холодного (января) — −12,4 °C (абсолютный минимум — −47 °C). Продолжительность устойчивых морозов в среднем 127 дней. Среднегодовое количество атмосферных осадков составляет 518 мм, из которых около 70 % выпадает в период с апреля по октябрь. Снежный покров держится в течение 156 дней.

## История
Большие Памъялы возникли в 1941 году, когда деревня Памъялы была разделена на две части — Большие и Малые Памъялы. Прежняя деревня была образована в конце XVIII века и относилась к приходу Покровской церкви села Кумья.
В 1936 году в Памъялах был создан колхоз «19 лет Октября», в 1957 году колхоз вошёл в состав хозяйства «Знамя». В 2000 году колхоз «Знамя» был преобразован в сельскохозяйственный производственный кооператив — сельскохозяйственную артель «Знамя». В следующем году организован сельскохозяйственный производственный кооператив — колхоз «Активист» и фермерское хозяйство.
В 1960—1980-х годах в деревне были построены библиотека, магазины, детский сад, новые жилые дома, в том числе многоквартирные.

## Население
| 2010 |
| ---- |
| 228  |

Население деревни в 1948 году составляло 128 чел., в 1967 году — 114 чел., в 1974 году — 110 чел.

## Инфраструктура
Жилой фонд представлен индивидуальными домами, в 2004 году насчитывалось 70 домов.
Администрация сельского поселения располагается в соседнем селе Кумья. В Больших Памъялах работает магазин, библиотека, телефонная станция, сельхозпредприятие. Школа и детский сад отсутствуют. Дети обучаются в Кумьинской средней общеобразовательной школе. Школа, совмещённая с детским садом, находится на этапе проектирования (2022 г.)

## Транспорт
Большие Памъялы доступно автотранспортом.